# Biggi Bachmann
Biggi Bachmann (eigentlich Uta Stürzel; * 6. August 1959 in Eschen als Uta Christine Schädler) ist eine ehemalige Pop- und Schlagersängerin aus Liechtenstein.
1972 erschien die erste Single Das kommt alle Tage vor unter dem Namen Wiebke Ling. 1975 erschien als Biggi Bachmann die Single Herzbrecher bei Ariola. 1976 wäre sie mit dem Titel My Little Cowboy nach einer internen Vorauswahl der erste liechtensteinische Teilnehmer beim Eurovision Song Contest geworden. Jedoch missglückte die Teilnahme, da Liechtenstein zu diesem Zeitpunkt weder einen eigenen Radiosender noch eine Fernsehanstalt hatte.
Von 1976 bis 1978 war Bachmann Teil der Disco-Girlgroup Pretty Maid Company zusammen mit der aus Puerto Rico stammenden Fancy Rosy und der Münchenerin Andrea Andergast. Es erschienen drei Singles, darunter die Coversongs Pretty Maid und Nina, Pretty Ballerina. 1979 erschien die zweite Bachmann-Single Musik Musik, mit der sie bei der Schweizer Vorauswahl zum Eurovision Song Contest 1979 den sechsten Platz erreichte. 1979 erschien die Single Istanbul unter dem Namen Biba in Italien, 1980 erschien eine Single mit der Gruppe Shanghai.
Heute lebt sie mit ihrem Mann in Chur und betreibt mit ihm seit 1993 die Musik- und Artistenagentur „Musik-Artistenagentur STB Stürzel“.

## Diskografie (Singles)
- 1972: Das kommt alle Tage vor / Bravo Bravo (als Wiebke Ling, Philips)
- 1975: Herzbrecher / Dann blieb er stehn (Ariola)
- 1979: Musik Musik / Mokka in Mekka (Ariola)
- 1979: Istanbul / Not Me (als Biba, Devil)